# Philip Baker
Philip Baker DM, FRCOG, FMedSci, es un obstetra británico. Actualmente director de la Facultad de Medicina, Ciencias Biológicas y Psicología de la Universidad de Leicester. Obtuvo sus grados académicos de las universidades de Nottingham, Cambridge, y Pittsburgh y luego llevó a cabo las primeras posiciones académicas en la Universidad de Nottingham y en la de Mánchester.
Baker tiene más de 400 publicaciones científicas de alto impacto -con revisión por pares- y es autoridad en pre-eclampsia y otros tópicos obstétricos.
Ha sido decano de la Escuela de Medicina de la Universidad de Alberta. Dimitió en 2011, después de admitir que un escrito de graduación que había entregado era plagiado del médico estadounidense Atul Gawande. Después del affaire de Alberta, se trasladó a Nueva Zelanda, tomando un papel principal en el Centro Nacional de Crecimiento y Desarrollo (Gravida) en Auckland.
Entre sus numerosos libros de texto, es Obstetrics and Gynaecology: An evidence-based text for MRCOG, publicado por Taylor & Francis.

## Otras publicaciones
- 2014. de Seymour, J. V., Conlon, C. A., Sulek, K., Villas Bôas SG, McCowan, L.M.E., Kenny, L. C., & Baker, P.N. Early pregnancy metabolite profiling discovers a potential biomarker for the subsequent development of gestational diabetes mellitus. Acta Diabetologica, 51 (5): 887-890. 10.1007/s00592-014-0626-7

- 2007. Philip Baker. Teenage Pregnancy and Reproductive Health. Contribuyó Royal College of Obstetricians & Gynaecologists (Great Britain) publicó RCOG Press, 318 p. ISBN 1904752381, ISBN 9781904752387

- 2006. Philip J. Steer, Michael A. Gatzoulis, Philip Baker. Heart Disease and Pregnancy. Eds. Philip J. Steer, Michael A. Gatzoulis, Philip Baker. Ed. ilustrada de RCOG, 348 p. ISBN 1904752306, ISBN 9781904752301

- 2003. Pre-eclampsia: Current Perspectives on Management. Eds. Philip Baker, John C. P. Kingdom. Ed. ilustrada de Taylor & Francis, 280 p. ISBN 1842141805, ISBN 9781842141809

## Honores
2013: nombrado profesor distinguido nacional por el gobierno chino.

### Membresías
- Academia de Ciencias Médicas, Reino Unido
- Real Colegio de Obstetras y Ginecólogos.[1]